# Universidade Almostanceria
A Universidade Almostanceria (em árabe: المدرسة المستنصرية) é uma universidade de Bagdade, Iraque sucessora da madraça homónima, fundada em 1232 pelo califa abássida Almostancir I (r. 1226–1242).